# EDS-1275
Gibson EDS-1275 er en elektrisk customguitar lavet af Gibson. Det er en doubleneck, hvilket vil sige den har to halse/gribebrætter en 12-strenget og en 6-strenget hals.
Den fås i farverne Alpine white og Heritage cherry